# Midtown (musikgrupp)
Midtown var ett amerikanskt poppunkband från Springfield, New Jersey. Midtown bildades i november 1998 av tre studenter vid Rutgers University, men kom snart att utökas till en kvartett. Gruppen släppte tre fullängdsalbum och lika många EP innan splittringen 2005. Sångaren och basisten Gabe Saporta fortsatte i bandet Cobra Starship, medan gitarristen Heath Saraceno fortsatte i Senses Fail.

## Biografi
Midtown bildades 1998 av tre studenter vid Rutgers Universitym, Gabe Saporta (sång, bas), Rob Hitt (trummor) och Tyler Rann (gitarr, sång). Snart anslöt Heath Saraceno på gitarr och sång. Midtown började snart att spela in material och utgav sin första EP The Sacrifice of Life 1999 på Pinball Records. Debutalbumet Save the World, Lose the Girl utgavs 2000 på Drive-Thru Records, följt av Living Well Is the Best Revenge (2002) och Forget What You Know (2004).
Bandets splittrades 2005.

## Diskografi

### Album
- 2000 Save the World, Lose the Girl
- 2002 Living Well Is the Best Revenge
- 2004 Forget What You Know

### EP
- 1999 The Sacrifice of Life
- 2000 Donots vs. Midtown Split 7"
- 2001 Millencolin/Midtown